# Công tước xứ Cambridge
Công tước xứ Cambridge (tiếng Anh: Duke of Cambridge), hay Công tước Cambridge, là một tước hiệu quý tộc hiện tại của Vương thất Anh, được đặt theo tên của thành phố Cambeidge, nước Anh. Tước hiệu này thường được phong cho một nam giới trong gia đình hoàng tộc và được truyền lại cho con trai lớn nhất của họ. Trong lịch sử nước Anh, tước hiệu Công tước xứ Cambridge đã được phong 5 lần trước đó, lần thứ năm được phong cho Thái tử William khi anh kết hôn vào năm 2011 và vợ của anh được gọi là Công tước phu nhân xứ Cambridge.

## Lịch sử
Tước hiệu này được vua Charles II của Anh tấn phong lần đầu tiên vào năm 1660, ngay sau khi sự kiện The Restoration trong lịch sử nước Anh. Charles II  đã ban tặng tước vị này cho người con trai đầu lòng mới sinh của em trai ông James, Công tước xứ York (sau là James II) là công tử Charles Stuart, tuy nhiên Charles Stuart chưa bao giờ chính thức được tấn phong một cách công khai vì cậu bé yểu mệnh khi chưa đầy 1 tuổi. Từ lần phong năm 1664 đến 1677 cho những người con trai lần lượt của James, Công tước xứ York là James Stuart, Edgar Stuart và Charles Stuart đều bị tuyệt chủng vì người giữ lần lượt qua đời khi còn nhỏ tuổi.
Tước hiệu Công tước xứ Cambridge được Nữ vương Anne tái sử dụng vào năm 1706 tấn phong cho George Augustus (sau này là vua George II của Anh) người đứng thứ 3 trong hàng kế vị ngai vàng Anh vào thời điểm đó, con trai của George, Tuyển hầu xứ Hanover (sau là George I của Anh). Sau khi George Augustus lên ngôi với vương hiệu George II vào năm 1727, tước vị đã bị hợp nhất hoàn toàn vào vương quyền.
Tước vị này một lần nữa được sử dụng dưới thời vua George III của Anh, tấn phong năm 1801 cho người con trai thứ 7 của ông, Vương tử Adolphus, và được truyền lại cho Vương tử George, con trai lớn của Adolphus, trở thành Công tước thứ 2 của Cambridge khi ông qua đời. Vương tử George, Công tước xứ Cambridge nắm giữ tước vị này từ năm 1850 đến năm 1904 nhưng ông đã vi phạm Đạo luật Hôn nhân Hoàng gia năm 1772 nên 3 người con trai của ông không được phép kế thừa tước vị, khi ông qua đời vào năm 1904, tước vị này đã bị biếm truất và không được sử dụng trong suốt 107 năm.
Vào ngày 29 tháng 4 năm 2011, đám cưới của Vương tử William và Catherine Middleton, Nữ vương Elizabeth II chính thức thông báo sẽ tấn phong cho cháu trai trở thành Công tước xứ Cambridge, Bá tước xứ Strathearn và Nam tước Carrickfergus. Vào thời điểm hiện tại Vương tử William (nay là William, Thân vương xứ Wales) đang đứng đầu hàng kế vị ngai vàng Anh quốc, nếu Vương tử William lên ngôi Quốc vương Anh, tước vị này sẽ được hợp nhất với Vương miện.

## Danh sách các Công tước Cambridge

### Lần phong không được công nhận
| Công tước                                    | Sinh | Hôn phối | Mất                                                         | Chân dung |
| -------------------------------------------- | --- | -------- | ----------------------------------------------------------- | --------- |
| Vương tử Charles Stuart Nhà Stuart 1660–1661 | 22 tháng 10 năm 1660 London, Anh Con trai của James, Công tước xứ York (sau này là James II của Anh) và Anne Hyde | không có | 5 tháng 5 năm 1661 Cung điện Whitehall, London 6 tháng tuổi |           |

### Lần phong thứ nhất
| Công tước | Sinh | Hôn phối | Mất                                                   | Chân dung |
| --- | --- | -------- | ----------------------------------------------------- | --------- |
| Vương tử James Stuart Nhà Stuart 1664–1667 các tước hiệu khác: Bá tước Cambridge và Nam tước Dauntsey (1664) | 12 tháng 7 năm 1663 Cung điện St James, London Con trai thứ 2 của James, Công tước xứ York (sau này là James II của Anh) và Anne Hyde | không có | 20 tháng 6 năm 1667 Cung điện Richmond, London 3 tuổi |           |

### Lần phong thứ hai
| Công tước | Sinh | Hôn phối | Mất                                                  | Chân dung |
| --- | --- | -------- | ---------------------------------------------------- | --------- |
| Vương tử Edgar Stuart Nhà Stuart 1667–1671 các tước hiệu khác: Bá tước Cambridge và Nam tước Dauntsey (1667) | 14 tháng 9 năm 1667 Cung điện St James, London Con trai thứ 3 của James, Công tước xứ York (sau này là James II của Anh) và Anne Hyde | không có | 8 tháng 6 năm 1671 Cung điện Richmond, London 3 tuổi |           |

### Lần phong không được công nhận
| Công tước                                    | Sinh | Hôn phối | Mất                                                          | Chân dung |
| -------------------------------------------- | --- | -------- | ------------------------------------------------------------ | --------- |
| Vương tử Charles Stuart Nhà Stuart 1677–1677 | 7 tháng 11 năm 1677 Cung điện St James, London Con trai thứ 4 của James, Công tước xứ York (sau này là James II của Anh) và Anne Hyde | không có | 12 tháng 12 năm 1677 Cung điện St James, London 35 ngày tuổi |           |

### Lần phong thứ ba
| Công tước | Sinh | Hôn phối                                              | Mất                                                           | Chân dung |
| --- | --- | ----------------------------------------------------- | ------------------------------------------------------------- | --------- |
| Vương tử George Nhà Hanover 1706–1727 các tước hiệu khác: Hầu tước xứ Cambridge, Bá tước Milford Haven, Tử tước Northallerton và Nam tước Tewkesbury (1706–1727); Thân vương xứ Wales (1714), Công tước xứ Cornwall (1337) và Công tước Rothesay (1398) | 30 tháng 10 năm 1683 Herrenhausen Con trai của Vương tử George của Brunswick-Lüneburg (sau này là George I) và Sophia Dorothea của Celle | 22 tháng 8 năm 1705 Caroline của Ansbach 10 người con | 25 tháng 10 năm 1760 Cung điện Kensington, Luân Đôn ở tuổi 76 |           |
| George kế vị trở thành George II vào năm 1727 sau cái chết của cha mình, và các tước vị của ông hợp nhất với vương miện. | |                                                       |                                                               |           |

### Lần phong thứ tư
| Công tước | Sinh | Hôn phối                                          | Mất                                                   | Chân dung |
| --- | --- | ------------------------------------------------- | ----------------------------------------------------- | --------- |
| Vương tử Adolphus Nhà Hanover 1801–1850 các tước hiệu khác: Bá tước Tipperary và Nam tước Culloden (1801) | 24 tháng 2 năm 1774 Cung điện Buckingham, London Con trai của George III của Anh và Vương hậu Charlotte | 18 tháng 6 năm 1818 Auguste xứ Hessen 3 người con | 8 tháng 7 năm 1850 Cambridge House, London ở tuổi 76  |           |
| Vương tử George Nhà Hanover 1850–1904 các tước hiệu khác: Bá tước Tipperary và Nam tước Culloden (1801) | 26 tháng 3 năm 1819 Hanover, Anh Con trai cả của Vương tử Adolphus và Công chúa Augusta                 | 8 tháng 1 năm 1847 Sarah Fairbrother 3 người con  | 17 tháng 3 năm 1904 Cambridge House, London ở tuổi 76 |           |
| Cuộc hôn nhân của George với Sarah Fairbrother sinh ra ba người con trai. Tuy nhiên, do Đạo luật Hôn nhân Hoàng gia 1772, cuộc hôn nhân không hợp lệ và tất cả các tước vị của ông đã bị thu hồi sau khi ông qua đời. | |                                                   |                                                       |           |

### Lần phong thứ năm
| Công tước | Sinh                                                                                                   | Hôn phối                                            | Mất           | Chân dung |
| --- | --- | --------------------------------------------------- | ------------- | --------- |
| Vương tử William Nhà Windsor 2011–nay các tước hiệu khác: Bá tước Strathearn và Nam tước Carrickfergus (2011); Công tước xứ Cornwall, Công tước Rothesay và Thân vương xứ Wales (2022) | 21 tháng 6 năm 1982 Bệnh viện St Mary, London Con trai cả của Charles III và Diana, Vương phi xứ Wales | 29 tháng 4 năm 2011 Catherine Middleton 3 người con | - Đương nhiệm |           |

## Dòng kế vị tước hiệu
- (1) Vương tôn George xứ Wales (sinh năm 2013)
- (2) Vương tôn Louis xứ Wales (sinh năm 2018)

Dòng kế vị này sẽ có hiệu lực nếu William qua đời trước khi trở thành vua nước Anh, các tước hiệu chính thức và tước vị phụ sẽ được truyền lại cho Vương tôn George con trai cả của anh. Và nếu William trở thành vua, thì các tước hiệu anh đang sở hữu sẽ hợp nhất với vương miện Quốc vương.